# Susanne Jorn
Susanne Jorn (født 24. marts 1944 i København) er en dansk digter og oversætter. Hun er datter af maleren Asger Jorn. Hun har udgivet 28 digtsamlinger.